# 하트브레이커 (영화)
하트브레이커(L'arnacoeur, Heartbreaker)는 모나코에서 제작된 파스칼 쇼메유 감독의 2010년 코미디, 멜로/로맨스 영화이다. 로망 뒤리스 등이 주연으로 출연하였고 니콜라스 듀발 아다소브스키 등이 제작에 참여하였다.

## 출연

### 주연
- 로망 뒤리스
- 바네사 파라디

### 조연
- 줄리 페리어
- 프랑소아 다미앙
- 헬레나 노구에라
- 앤드류 링컨
- 자크 프랑츠
- 아만딘 드와스메스
- 장-이브 라페즈
- 장-마리 파리스
- 제프리 베이트만
- 나타샤 캐쉬맨
- 모르간 슬렘프
- 오드리 라미
- 에로디 프렌크
- 애디너 카티아누
- 지안프랑코 포디게
- 빅토리아 실브스테드
- 소피 리브리턴
- 올리비에 슈나이더

## 제작진
- 미술: 허브 갤렛
- 배역: 타티아나 비알레